# Canutulachama
Canutulachama, o Canutulahina, és un rei llegendari dels pictes que hauria governat durant el segle iv.
Segons les diverses versions de la llista de reis de la Crònica picta li donen a Canutulachma un regnat de 3 o 4 anys entre els reis Vipoig i Uuradech; també li atorguen un regnat de 6 anys entre Fiacua albus i Dornornauch. Per la seva banda, Joan de Fordun li dona un regnat de 6 anys entre Chalag amfrud i Dornornauch. Segons Kenneth Jackson Canutulachma no és un nom cèltic, mentre que H.M. Chadwick estima que es tracta del mateix nom que Catainlacach, aquest sí d'arrel celta.

## Bobliografia
- Ashley, Mike. British Kings & Queens (llibre) (en anglès).  Londres: Robinson, 1998 (Mammoth Books). ISBN 1841190969. «Talorc mac Achiuir»
- Calise, J. M. P.. Pictish Sourcebook, Documents of Medieval Legend and Dark Age History (llibre).  Londres: Greenwood Press, 2002. ISBN 0313322953.
- Chadwick, Hector Munro. Early Scotland: The Picts, the Scots and the Welsh of Southern Scotland (llibre).  Cambridge: Cambridge University Press, 1949. ISBN 9781107693913.